# Kondwani Mtonga
Kondwani Mtonga (Lusaka, 12 febbraio 1984) è un calciatore zambiano, centrocampista del ZESCO United e della Nazionale zambiana.

## Carriera

### Club
Nel 2015 torna al NorthEast United, nella Indian Super League, ma a seguito di un infortunio viene tolto dalla lista dei giocatori.

### Nazionale
Ha esordito in Nazionale nel 2009.